# Hokej na trawie na Letnich Igrzyskach Olimpijskich 1928
Olimpijski turniej w hokeju na trawie został rozegrany w dniach 17 - 26 maja 1928 roku na stadionie olimpijskim lub na starym stadionie. Do zawodów zgłosiło się 10 zespołów. Ostatecznie wystartowało 9 drużyn (drużyna Czechosłowacji zrezygnowała ze startu), które zostały podzielone na dwie grupy. Zwycięzcy grup walczyli o złoty medal, drużyny które zajęły drugie miejsce w grupie spotkały się w meczu o brązowy medal.

## Faza grupowa

### Grupa A
| Drużyna    | M | Mecze | Mecze | Mecze | Bramki | Bramki | Bramki | Pkt |
| Drużyna    | M | W     | R     | P     | +      | -      | +/-    | Pkt |
| ---------- | - | ----- | ----- | ----- | ------ | ------ | ------ | --- |
| Indie      | 4 | 4     | 0     | 0     | 26     | 0      | +26    | 8   |
| Belgia     | 4 | 3     | 0     | 1     | 8      | 9      | -1     | 6   |
| Dania      | 4 | 2     | 0     | 2     | 5      | 8      | -3     | 4   |
| Szwajcaria | 4 | 1     | 0     | 3     | 2      | 11     | -9     | 2   |
| Austria    | 4 | 0     | 0     | 4     | 1      | 14     | -13    | 0   |

| 17 maja 1928 | Szwajcaria | 1:2 | Dania |  |

|  | Loubert |  | Husted Holst | Sędzia główny: L.J.Quarles van Ufford M.J.van de Kerckhove |

| 17 maja 1928 | Indie | 6:0 | Austria |  |

|  | Chand (4) Gateley Shaukat |  |  | Sędzia główny: Ch.Roux F.Schiff |

| 18 maja 1928 | Dania | 3:1 | Austria |  |

|  | Holst (2) Heilbuth |  | Lichtneckert | Sędzia główny: A.Broese van Croenou R.Jassoy |

| 18 maja 1928 | Indie | 9:0 | Belgia |  |

|  | Seaman (2) Marthins Khan (5) Chand |  |  | Sędzia główny: W.Simon T.Evekink |

| 20 maja 1928 | Belgia | 3:0 | Szwajcaria |  |

|  | Delheid Diercxsens Vercken |  |  | Sędzia główny: A.Broese van Croenou F.Schiff |

| 20 maja 1928 | Indie | 5:0 | Dania |  |

|  | Marthins Chand (3) Seaman |  |  | Sędzia główny: R.Jassoy J.Daubresse |

| 22 maja 1928 | Belgia | 4:0 | Austria |  |

|  | Diercxsens (3) Baudoux |  |  | Sędzia główny: E.W.C.Ricketts B.Turnbull |

| 22 maja 1928 | Indie | 6:0 | Szwajcaria |  |

|  | Marthins Chand (4) Gateley |  |  | Sędzia główny: P.Reinberg M.Masip Ubis |

| 24 maja 1928 | Dania | 0:1 | Belgia |  |

|  |  |  | Seeldrayers | Sędzia główny: W.Simon R.Be-Cavin |

| 24 maja 1928 | Austria | 0:1 | Szwajcaria |  |

|  |  |  | Fehr | Sędzia główny: T.Evekink P.Regibo |

### Grupa B
| Drużyna          | M | Mecze | Mecze | Mecze | Bramki | Bramki | Bramki | Pkt |
| Drużyna          | M | W     | R     | P     | +      | -      | +/-    | Pkt |
| ---------------- | - | ----- | ----- | ----- | ------ | ------ | ------ | --- |
| Holandia         | 3 | 2     | 1     | 0     | 8      | 2      | +6     | 5   |
| Rzesza Niemiecka | 3 | 2     | 0     | 1     | 8      | 3      | +5     | 4   |
| Francja          | 3 | 1     | 0     | 2     | 2      | 8      | -6     | 2   |
| Hiszpania        | 3 | 0     | 1     | 2     | 3      | 8      | -5     | 1   |

| 17 maja 1928 | Holandia | 5:0 | Francja |  |

|  | van de Rovaart Tresling Jannink (2) van der Veen |  |  | Sędzia główny: R.Liégeois E.de Cindric |

| 17 maja 1928 | Rzesza Niemiecka | 5:0 | Hiszpania |  |

|  | Hobein (2) Boche Müller Haag |  |  | Sędzia główny: E.W.C.Ricketis P.Regibo |

| 19 maja 1928 | Holandia | 2:1 | Rzesza Niemiecka |  |

|  | van de Rovaart van der Veen |  | Wöltje | Sędzia główny: B.Turnbull R. Liégeois |

| 19 maja 1928 | Francja | 2:1 | Hiszpania |  |

|  | Rivière Grimonprez |  | de Chávarri | Sędzia główny: C.Terrier C.Ch.Geyl |

| 22 maja 1928 | Rzesza Niemiecka | 2:0 | Francja |  |

|  | Müller Haag |  |  | Sędzia główny: R. Liégeois E. de Cindric |

| 23 maja 1928 | Holandia | 1:1 | Hiszpania |  |

|  | van der Veen |  | De Roig | Sędzia główny: P. Regibo R. Be-Cavin |

### Mecz o brązowy medal
| 25 maja 1928 | Rzesza Niemiecka | 3:0 | Belgia |  |

|  | Haag (3) |  |  | Sędzia główny: B. Turnbull W. C. Ricketts |

### Mecz o złoty medal
| 26 maja 1928 | Indie | 3:0 | Holandia |  |

|  | Chand (3) |  |  | Sędzia główny: W. Simon R. Liégeois |

## Medaliści
| Złote | Srebrne | Brązowe |
| Indie Brytyjskie | Holandia | Rzesza Niemiecka |
| Richard Allen Dhyan Chand Michael Gateley Willie Goodsir-Cullen Leslie Hammond Feroze Khan George Marthins Rex Norris Eric Pinniger Michael Rocque Frederick Seaman Shaukat Ali Jaipal Singh Sayed Yusuf | Jan Ankerman Jan Brand Rein de Waal Emile Duson Gerrit Jannink Adriaan Katte August Kop Ab Tresling Paul van de Rovaart Robert van der Veen Haas Visser 't Hooft | Bruno Boche Georg Brunner Heinz Förstendorf Erwin Franzkowiak Werner Freyberg Theodor Haag Hans Haußmann Kurt Haverbeck Aribert Heymann Herbert Hobein Fritz Horn Karl-Heinz Irmer Herbert Kemmer Herbert Müller Werner Proft Gerd Strantzen Rolf Wollner Heinz Wöltje Erich Zander |

### Klasyfikacja końcowa
| pozycja | Drużyna          |
| ------- | ---------------- |
| złoto   | Indie            |
| srebro  | Holandia         |
| brąz    | Rzesza Niemiecka |
| 4.      | Belgia           |
| 5.      | Dania            |
| 5.      | Francja          |
| 7.      | Szwajcaria       |
| 7.      | Hiszpania        |
| 9.      | Austria          |

## Strzelcy bramek
Strzelono 69 bramek w 18 meczach podczas tego turnieju co średnio dało 3.83 gola na mecz.

15 bramek
- Dhyan Chand

7 bramek
- Theodor Haag

5 bramek
- Feroze Khan

4 bramki
- Louis Diercxsens

3 bramki
- Henning Holst
- George Marthins
- Frederic Seaman
- Robert van der Veen

2 bramki
- Herbert Hobein
- Michael Gateley
- Gerrit Jannink
- Paul van de Rovaart

1 bramka
- H. Lichtneckert
- Yvon Baudoux
- Paul Delheid
- André Seeldrayers
- Émile Vercken
- Niels Heilbuth
- Erik Husted
- Félix Grimonprez
- Jacques Rivière
- Bruno Boche
- Herbert Müller
- Ali Shaukat
- Ab Tresling
- Bernabé de Chávarri
- Enrique de Chávarri
- Francisco De Roig
- Konrad Fehr
- J. Loubert

## Składy
| Lp. | Państwo          | Zawodnicy |
| 1.  | Austria          | August Wildam, Arthur Winter, Alfred Revi, Emil Haladik, Fritz Steiner, Erwin Nossig, Fritz Herzl, Fritz Lichtschein, Hubert Lichtneckert, Hans Rosenfeld, Hans Wald, Kurt Lehrfeld, Karl Ördögh, Josef Berger, Paul Massarek, Willi Machu |
| 2.  | Belgia           | Lambert Adelot, Claude Baudoux, Yvon Baudoux, Freddy Cattoir, Louis De Deken, Paul Delheid, Louis Diercxsens, Auguste Goditiabois, Adolphe Goemaere, Georges Grosjean, Joseph Jastine, Charles Koning, René Mallieux, André Seeldrayers, Étienne Soubre, John Van Der Straeten, Émile Vercken, Corneille Wellens, Fernand Carez, Charles De Keyzer, Victor de Laveleye, Jacques Rensburg                                             |
| 3.  | Dania            | Arne Blach, Otto Busch, Hagbarth Dahlmann, Aage Heimann, Niels Heilbuth, Henning Holst, Erik Husted, Otto Husted, Peter Koefoed, Henry Madsen, Carl Malling, Børge Monberg, Peter Prahm, Aage Norsker |
| 4.  | Francja          | Gaston Arlin, Guy Chevalier, Pierre de Lévaque, Félix Grimonprez, Marcel Lachmann, Maurice Lanet, Michel Petitdidier, Henri Peuchot, Bernard Poussineau, Pierre Prieur, Jacques Rivière, Jean Robin, Robert Salarnier, Jacques Simon, Charles Six, A. Bié, M. L. Guirard, Paul Imbault, Henri Reisenthel, J. Rémusat |
| 5.  | Hiszpania        | Bernabé de Chávarri, Enrique de Chávarri, Fernando Torres-Polanco, Francisco Argemí, Francisco De Roig, Jaime Bagúña, José María de Caralt, José de Caralt, José de Chávarri, Juan Becerril, Juan Junqueras, Luis Ysamat, Luis Rierola, Manuel Lobo, Santiago Goicoechea, José de Aguilera Alonso, Alfredo Heraso |
| 6.  | Holandia         | Jan Ankerman, Jan Brand, Rein de Waal, Emile Duson, Gerrit Jannink, Adriaan Katte, August Kop, Ab Tresling, Paul van de Rovaart, Robert van der Veen, Haas Visser 't Hooft, Carel Hardebeck, T. F. Hubrecht, G. Leembruggen, H. J. L. Mangelaar Meertens, Otto Ferdinand Muller von Czernicki, W. J. van Citters, C. J. van der Hagen, Tonny van Lierop, J. J. van Tienhoven van den Bogaard, J. M. van Voorst van Beest, N. Wenholt |
| 7.  | Indie Brytyjskie | Richard Allen, Dhyan Chand, Michael Gateley, Willie Goodsir-Cullen, Leslie Hammond, Feroze Khan, George Marthins, Rex Norris, Eric Pinniger, Michael Rocque, Frederick Seaman, Shaukat Ali, Jaipal Singh, Sayed Yusuf, Santosh Manglani, Kher Singh Gill, Percy Stanbrook Evans |
| 8.  | Rzesza Niemiecka | Bruno Boche, Georg Brunner, Heinz Förstendorf, Erwin Franzkowiak, Werner Freyberg, Theodor Haag, Hans Haußmann, Kurt Haverbeck, Aribert Heymann, Herbert Hobein, Fritz Horn, Karl-Heinz Irmer, Herbert Kemmer, Herbert Müller, Werner Proft, Gerd Strantzen, Rolf Wollner, Heinz Wöltje, Erich Zander, Fritz Lincke, Heinz Schäfer, Kurt Weiß                                                                                        |
| 9.  | Szwajcaria       | Adalbert Koch, Adolf Fehr, Charles Piot, Ernst Luchsinger, Édouard Mauris, Alfred Fischer, Fred Jenny, Henri Poncet, J. Loubert, Jean-Jacques Auberson, Maurice Magnin, Max Zumstein, Roland Olivier, René Pellarin, R. Rodé, Werner Fehr, J. Brun, E. Coppetti, Ferdinand Hermenjat, Louis Joset, A. Rhinow, Jean-Jacques Auberson                                                                                                  |